# Адміністративний устрій Крижопільського району
Адміністративний устрій Крижопільського району — адміністративно-територіальний поділ Крижопільського району Вінницької області на 1 селищну та 19 сільських рад, які об'єднують 44 населені пункти та підпорядковані Крижопільській районній раді. Адміністративний центр — смт Крижопіль.

## Список радКрижопільського району
| №  | Назва                        | Центр          | Населені пункти                                         | Площа км² | Місце за площею | Населення (2001), чол. | Місце за населенням |
| -- | ---------------------------- | -------------- | ------------------------------------------------------- | --------- | --------------- | ---------------------- | ------------------- |
| 1  | Крижопільська селищна рада   | смт Крижопіль  | смт Крижопіль                                           |           |                 |                        |                     |
| 2  | Андріяшівська сільська рада  | с. Андріяшівка | с. Андріяшівка с. Висока Гребля с-ще Горби с. Кринички  |           |                 |                        |                     |
| 3  | Вербська сільська рада       | с. Вербка      | с. Вербка с-ще Вербецьке с. Долинка с. Шуми             |           |                 |                        |                     |
| 4  | Вільшанська сільська рада    | с. Вільшанка   | с. Вільшанка с. Доярня с-ще Рудник с-ще Файгород        |           |                 |                        |                     |
| 5  | Гарячківська сільська рада   | с. Гарячківка  | с. Гарячківка с. Одаї                                   |           |                 |                        |                     |
| 6  | Голубецька сільська рада     | с. Голубече    | с. Голубече с. Красне с. Княжа Криниця с. Сонячне       |           |                 |                        |                     |
| 7  | Городківська сільська рада   | с. Городківка  | с. Городківка                                           |           |                 |                        |                     |
| 8  | Дахталійська сільська рада   | с. Дахталія    | с. Дахталія с. Мар'янівка с-ще Мар'янівське             |           |                 |                        |                     |
| 9  | Джугастрянська сільська рада | с. Джугастра   | с. Джугастра с. Леонівка с. Петрунівка с-ще Суха Долина |           |                 |                        |                     |
| 10 | Жабокрицька сільська рада    | с. Жабокрич    | с. Жабокрич                                             |           |                 |                        |                     |
| 11 | Заболотненська сільська рада | с. Заболотне   | с. Заболотне                                            |           |                 |                        |                     |
| 12 | Кісницька сільська рада      | с. Кісниця     | с. Кісниця                                              |           |                 |                        |                     |
| 13 | Красносільська сільська рада | с. Красносілка | с. Красносілка с-ще Вигода с. Залісся с. Зеленянка      |           |                 |                        |                     |
| 14 | Крикливецька сільська рада   | с. Крикливець  | с. Крикливець с. Іллівка                                |           |                 |                        |                     |
| 15 | Куницька сільська рада       | с. Куниче      | с. Куниче                                               |           |                 |                        |                     |
| 16 | Павлівська сільська рада     | с. Павлівка    | с. Павлівка                                             |           |                 |                        |                     |
| 17 | Савчинська сільська рада     | с. Савчине     | с. Савчине с. Теклівка                                  |           |                 |                        |                     |
| 18 | Соколівська сільська рада    | с. Соколівка   | с. Соколівка с. Левків                                  |           |                 |                        |                     |
| 19 | Тернівська сільська рада     | с. Тернівка    | с. Тернівка                                             |           |                 |                        |                     |
| 20 | Шарапанівська сільська рада  | с. Шарапанівка | с. Шарапанівка                                          |           |                 |                        |                     |

Скорочення: м. — місто, с. — село, смт — селище міського типу, с-ще — селище